# دیپیتی نوال
دیپیتی نوال (به انگلیسی: Deepti Naval) (زادهٔ ۳ فوریه ۱۹۵۱) بازیگر آمریکایی سینمای هند است.
از فیلم‌های معروف او می‌توان به بازی در فیلم شیر اشاره کرد.

## فیلم‌شناسی
فهرست برخی از فیلم‌هایی که دیپیتی نوال در آنها به ایفای نقش پرداخته‌است:
- مهاباراتا
- شیر
- خشم
- دشمنی
- قدرت
- ان.اچ. ۱۰
- زندگی روز به روزه
- بیا چیزی شیرین داشته باشیم
- ادویه تند
- اگر چنین است
- دوستی
- جنون
- چشم بد دور
- فراق
- احضار موهان جوشی
- به من بگو خدا
- این عشق آسان نیست
- فاصله
- خانه
- قبولی در کارشناسی هنر